# Jimmy Hatlo
James Cecil Hatlo, dit Jimmy Hatlo (né le 1er septembre 1897 à East Providence et le mort le 1er décembre 1963) est un auteur de bande dessinée américain créateur en 1929 du comic strip They'll Do It Every Time (en) puis en 1943 de Little Iodine (en). Il a animé ces deux séries jusqu'à sa mort en 1963.

## Récompenses
- 1958 : Prix de la National Cartoonists Society du dessin d'humour pour They'll Do It Every Time (en)
- 1960 : Prix de la National Cartoonists Society du dessin d'humour pour They'll Do It Every Time